# 修性院
修性院（しゅしょういん）は、東京都荒川区にある日蓮宗の寺院。

## 概要
1573年（天正元年）に開山した。当時は武蔵国豊島郡田中村（現・東京都台東区）に位置していたが、幕府の施政上の理由から元禄年間（1668年～1704年）に現在地に移転したと伝えられている。寺領3000坪のうち境内斜面に桜や躑躅を植栽した庭園は名園として名を馳せ、「花見寺」と呼ばれ広く江戸市民に親しまれたという。
このような名声もあってか12代将軍・徳川家慶の頃に朱印寺となったが、明治時代末に寺領を整理せざるを得なくなり一時荒廃の一途を辿った。その後、昭和10年（1935年）に本堂・庫裡・書院が建立されるものの、昭和20年（1945年）の東京大空襲により被災焼失。昭和25年（1950年）から昭和35年（1960年）に掛けて3度の改修を経て現在に至る。
現在は谷中七福神の布袋尊が祀られている。なお、この布袋尊像は青雲寺にあったものを移したものである。

## 交通アクセス
- 西日暮里駅より徒歩5分。